# Gopčević
Gopčević je bila jedna od istaknutih hrvatskih brodovlasničkih obitelji iz Kotora, poslije istaknuta u Trstu. Podrijetlom iz Poda i Orahovca u Boki kotorskoj. Dala je nekoliko značajnih ljudi u 18. i 19. stoljeću. Po vjeri pravoslavni (grko-istočni nesjedinjeni kršćani).
Dala je pomorskog kapetana i brodovlasnika Krstu, njegova sina Spiridiona i astronoma amatera Spiridiona. U Trstu se od 1850. nalazi palača Gopčević, danas Kazališni muzej.